# ليفون تير-بيتروسيان
ليفون تير-بيتروسيان (بالأرمنية: Լևոն Տեր-Պետրոսյան); (بالإنجليزية: Levon Ter-Petrosyan) (و. 1945 – م) هو سياسي، وعالم، ومؤرخ من الاتحاد السوفيتي ولد في حلب.
تولى منصب رئيس أرمينيا (1991-11-11–1998-02-03) .

## التعليم
تعلم في جامعة سانت بطرسبورغ الحكومية.

## روابط خارجية
- ليفون تير-بيتروسيان على موقع الموسوعة البريطانية (الإنجليزية)
- ليفون تير-بيتروسيان على موقع مونزينجر (الألمانية)